# Leca, Cantemir
Leca este un sat din cadrul comunei Antonești din raionul Cantemir, Republica Moldova.

## Demografie

### Structura etnică
Structura etnică a localității conform recensământului populației din 2004:
| Grup etnic                    | Populație | % Procentaj |
| ----------------------------- | --------- | ----------- |
| Băștinași declarați Moldoveni | 469       | 96,90%      |
| Ucraineni                     | 6         | 1,24%       |
| Ruși                          | 4         | 0,83%       |
| Bulgari                       | 3         | 0,62%       |
| Alții                         | 2         | 0,41%       |
| Total                         | 484       | 100%        |